# Knallpulver
Das Glaubersche Knallpulver ist eine Mischung aus  Kaliumnitrat, Kaliumcarbonat und Schwefel. Bei langsamem Erhitzen schmilzt es zunächst und detoniert dann nach einiger Zeit mit einem lauten Knall – im Gegensatz zu Schwarzpulver, das deflagriert (d. h., dass es mit weniger als der innerstofflichen Schallgeschwindigkeit „explodiert“). Entzündet man das Pulver ohne vorheriges Schmelzen, dann brennt es ohne Explosion, wenn auch recht heftig, ab. Diese Mischung wurde erstmals im Jahre 1648 von dem Alchemisten Johann Rudolph Glauber in seinem Buch Philosophische Öfen erwähnt.